# Département Loug-Chari
Das Département Loug-Chari ist ein Département im Südwesten des Tschad. Es liegt im südöstlichen Teil der Provinz Chari-Baguirmi, die Hauptstadt ist Bousso. Das Département ist nach dem Fluss Schari benannt, der das Département durchquert.

## Verwaltungsuntergliederung
Im Jahr 2018 wurden die Départements der Provinz Chari-Baguirmi neu gegliedert. Das vorher bestehende Département Loug Chari wurde in die fünf Unterpräfekturen Bousso, Ba Illi, Bogomoro, Kouno und Mogo unterteilt und hatte 203.712 Einwohner (Zensus 2009). Die Fläche des Départements blieb bei der Neuordnung vermutlich gleich.
Seit 2018 ist das Département in die folgenden sechs Unterpräfekturen unterteilt:
- Bousso
- Bogomoro
- Ba-illi
- Kouno
- Mogo
- Mbarlé